# Австралійсько-бразильські відносини

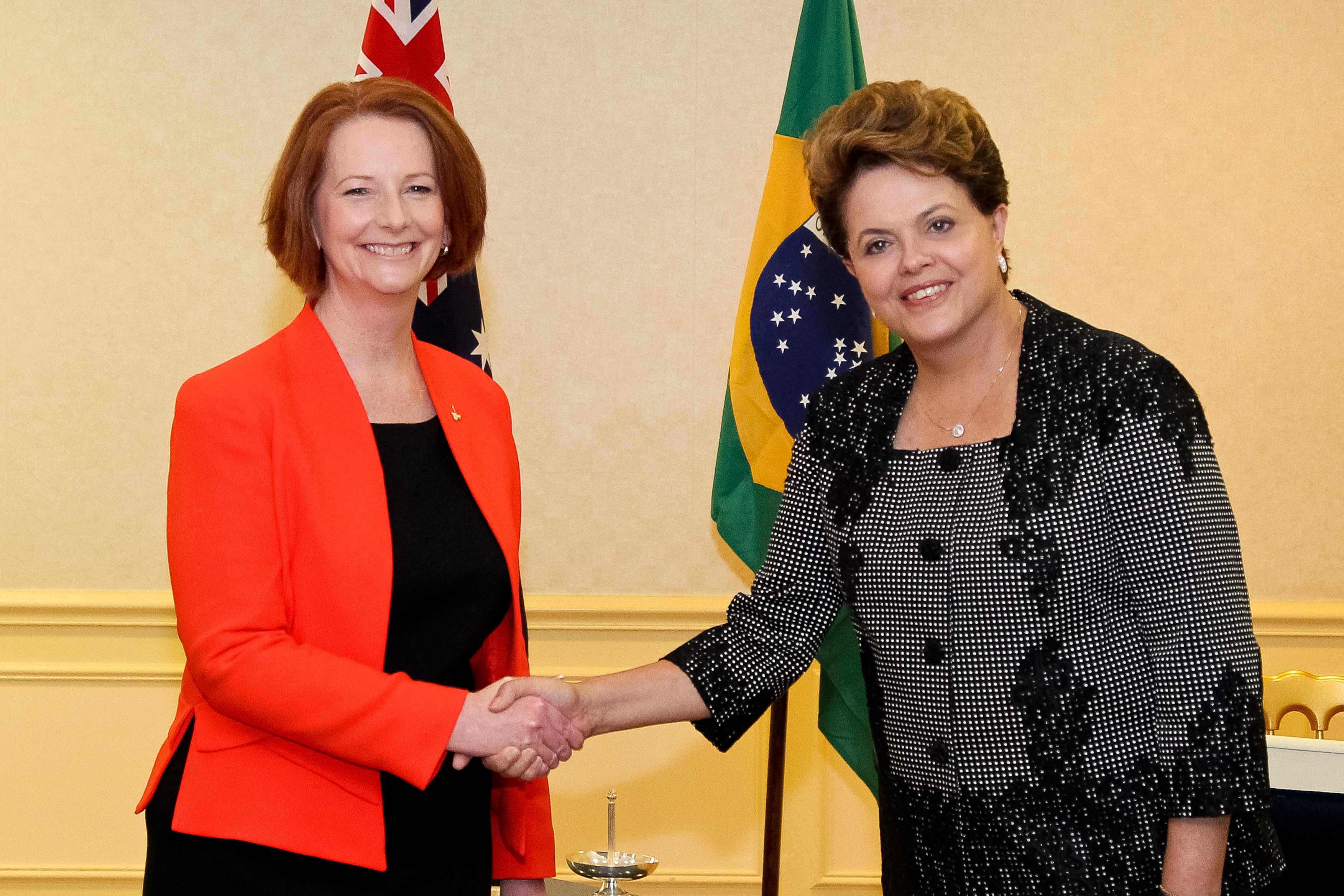
Прем'єр-міністр Австралії Джулія Гіллард та президент Бразилії Ділма Русеф на саміт G-20 у Каннах у 2011

Австралійсько-бразильські відносини - двосторонні дипломатичні відносини між Австралією та Бразилією. Держави є членами Кернської групи, Великої двадцятки та Світової організації торгівлі. Австралія та Бразилія - найбільші країни Південної півкулі.

## Історія
У 1945 встановлено дипломатичні відносини між державами. Наступного року Австралія відкрила дипломатичний офіс у Ріо-де-Жанейро, перше дипломатичне представництво в Латинській Америці, а Бразилія відкрила дипломатичний офіс у Канберрі.
У 1990 держави створили механізм політичних консультацій Бразилії та Австралії, який надав нового імпульсу двостороннім відносинам.
У червні 2012 прем'єр-міністр Австралії Джулія Гіллард відвідала Бразилію з офіційним візитом, де провела переговори з президентом Ділмою Русеф. Вони обговорили розширення зв'язків та зростання ролі двох країн у світі, домовилися про підвищення рівня відносин до стратегічного партнерства.
У листопаді 2014 президент Бразилії Ділма Руссеф відвідала Австралію для участі у саміті G-20 у Брисбені.
Станом на 2020 в Австралії навчалися бразильські студенти, за кількістю яких знаходилися на п'ятому місці серед усіх іноземних студентів.
У 2019-2020 уряд Австралії надав фінансову підтримку кільком проектам у Бразилії, включаючи боротьбу з бідністю, сприяння працевлаштуванню колишніх ув'язнених-жінок та допомогу у зв'язку з пандемією COVID-19.

## Двосторонні угоди
Між державами підписано кілька двосторонніх угод, як-от: Торговельну угоду (1978); Договір про екстрадицію (1994); Меморандум про взаєморозуміння у сфері співробітництва у галузі охорони здоров'я (1998); Угода про повітряне сполучення (2010); Меморандум про взаєморозуміння щодо співробітництва у галузі великих спортивних заходів (2010); Угода про науку, технології та інновації (2017) та Меморандум про взаєморозуміння з водного співробітництва (2018).

## Торгівля
У 2018 обсяг товарообігу між державами становив суму 1,5 мільярда доларів США.
Експорт Австралії в Бразилію: вугілля, сира нафта, нікелеві руди і концентрати, а також алюміній.
Експорт Бразилії в Австралію: ліки, кава, обладнання та деталі для цивільного будівництва, та туристичні послуги.
Бразилія є найбільшим експортним ринком Австралії в Латинській Америці зі значним відривом, у тому числі у сфері туризму, подорожей та послуг, пов'язаних з освітою, і на Бразилію припадає половина прямих інвестицій Австралії у регіон.

## Дипломатичні представництва
- Австралія має посольство в Бразиліа та генеральне консульство в Сан-Паулу[5];
- Бразилія має посольство в Канберрі і генеральне консульство в Сіднеї[6].